# Cygnus Solutions
Cygnus Solutions, ursprungligen Cygnus Support, var ett amerikanskt företag som under sloganen "Making free software affordable" sålde support för fri programvara under 1990-talet. Namnet är en rekursiv akronym för "Cygnus, Your GNU Support". 